# Ag m/42

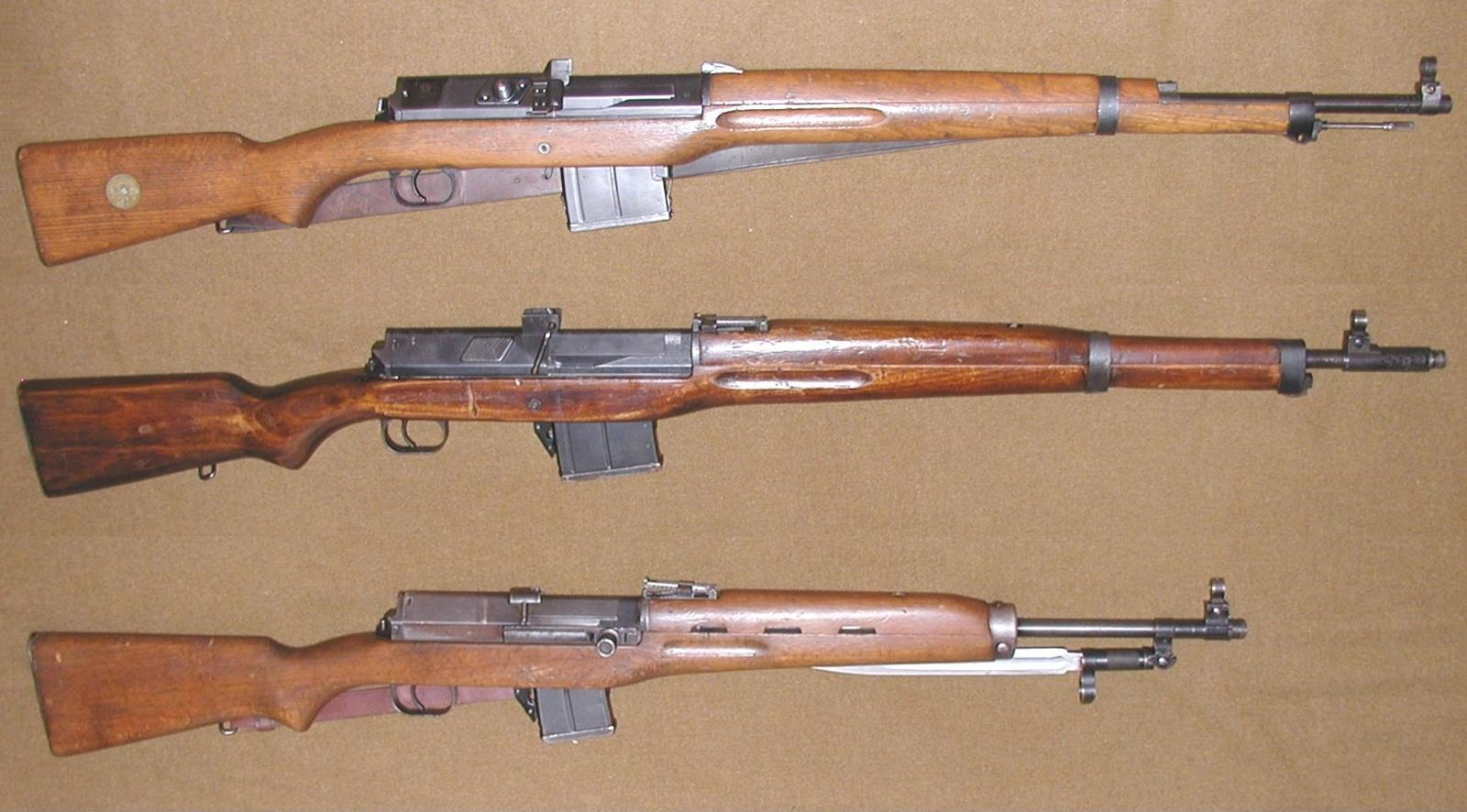
De arriba hacia abajo: Ag m/42B sueco, fusil Hakim egipcio y carabina Rashid egipcia.

El Ag m/42 (Automatgevär m/42 en sueco; usualmente conocido en otros países como AG42, AG-42 o Ljungman) es un fusil semiautomático que fue empleado de forma limitada por el Ejército sueco desde 1942 hasta la década de 1960.

## Historia
El Ag m/42 fue diseñado por Erik Eklund de la compañía AB C.J. Ljungmans Verkstäder de Malmö hacia 1941 y entró en producción en la Carl Gustafs Stads Gevärsfaktori de Eskilstuna en 1942. Se fabricó un total de 30.000 fusiles para el Ejército sueco. Este fue un número relativamente pequeño de armas y el fusil de infantería estándar continuó siendo el Mauser sueco de cerrojo y calibre 6,5 mm producido bajo licencia por Carl Gustafs.
Los policías noruegos entrenados en Suecia durante la Segunda Guerra Mundial fueron equipados con fusiles Ag m/42 y se llevaron estos fusiles a Noruega cuando los alemanes se rindieron en 1945. Estos fusiles nunca fueron modificados al estándar del posterior Ag m/42B.
Tras descubrirse una serie de problemas, incluyendo un grave problema de corrosión de los tubos de gas, los lotes del fusil fueron modificados entre 1953 y 1956, recibiendo los fusiles modificados la designación Ag m/42B. Las modificaciones incluían un tubo de gas de acero inoxidable, dos perillas sobre la cubierta de la recámara, una nueva perilla de elevación en el alza, un deflector de casquillos de caucho, nuevos cargadores y una nueva baqueta. El Ag m/42B fue reemplazado a mediados de la década de 1960 por el Ak 4 (un derivado del Heckler & Koch G3).
A inicios de la década de 1950, la licencia de fabricación del Ag m/42B fue vendida a Egipto, dando origen al fusil Hakim, que dispara el cartucho 7,92 x 57 Mauser. Suecia vendió las maquinarias a Egipto y el Hakim fue fabricado con las mismas máquinas herramienta empleadas para producir el Ag m/42B. Posteriormente se modificó al Hakim como una carabina que disparaba el cartucho intermedio soviético 7,62 x 39, llamada carabina Rashid.    

## Operación
El Ag m/42 es accionado mediante un sistema de gas y empuje directo, similar al del fusil francés MAS-49. El Ag m/42 también tiene un cerrojo oscilante como el de los fusiles SVT-40, MAS-49 y FN FAL. Solamente puede disparar munición específica, ya que no tiene una toma de gases ajustable o válvula para que pueda emplear cartuchos que generan mayores presiones.
Este fusil dispara el cartucho 6,5 x 55, desde un cargador extraíble de 10 cartuchos. Sin embargo, en la práctica el cargador quedaba acoplado al fusil y era cargado desde arriba mediante peines de 5 cartuchos. Al igual que en los fusiles Lee-Enfield y SVT-40, el cargador del Ag m/42 fue ideado para extraerse solamente al momento de limpiar el arma.
El cartucho 6,5 x 55 empleado por el Ejército sueco desde 1894 tenía la designación skarp patron m/94 projektil m/94 (cartucho m/94 bala m/94) y montaba una bala larga de 10,1 g (156 granos) con punta redonda (B-projektil). Desde 1941 en adelante, Suecia (que se mantuvo neutral durante la Segunda Guerra Mundial) adoptó el cartucho skarp patron m/94 prickskytte m/41 (cartucho m/41 francotiro m/41), que montaba una bala Spitzer de 9,1 g (140 granos) (D-projektil). Además de su punta aguda, la bala m/41 también tenía una base troncocónica para reducir aún más la resistencia aerodinámica y reemplazó al cartucho m/94 con bala m/94 para uso general.
El alza del Ag m/42 tiene dos opciones de compensación de caída de la bala, una para la bala Spitzer m/41 y otra para la bala de punta redonda m/94. Se puede ver cual está en uso mirando entre el tornillo del alza y la ventana de alcances. La figura de la bala (Spitzer o de punta redonda) debe corresponder con el cartucho empleado. Con un tornillo de elevación manual, el alza puede ajustarse para caída de la bala en incrementos de 100 m (109 yardas). Desde 100 a 700 m (109 a 766 yardas) con bala Spitzer m/41, o 100 a 600 m (109 a 656 yardas) con bala de punta redonda m/94.

## Usuarios
- Dinamarca (fabricado bajo licencia por la Madsen)
- Egipto: Empleó el fusil Hakim, que estaba basado en el Ag m/42.
- Irak 1975
- Noruega
- Suecia